# Recht van enquête
Het recht van enquête is het recht van een parlement of een ander vertegenwoordigend orgaan (zoals in Nederland de Staten-Generaal en de gemeenteraden) om in een bepaalde zaak een onderzoek in te stellen. Zo'n onderzoek heet een parlementaire enquête. Het recht van enquête is een van de vier rechten die vallen onder het recht op informatie.
Enquête staat in de politiek voor 'onderzoek'. In Nederland hebben de Eerste en Tweede Kamer, Provinciale Staten, de gemeenteraden en de eilandsraden het recht van enquête.
Als een van deze organen vindt dat een bepaalde affaire tot op de bodem moet worden uitgezocht dan mag het daar een onderzoek naar instellen.
Een parlementaire enquête wordt uitgevoerd door een enquêtecommissie. De commissie van Kamerleden, Statenleden of raadsleden, die de enquête uitvoert, kan getuigen verplichten te verschijnen en kan hen onder ede horen. Met andere woorden: de commissie kan getuigen dwingen inlichtingen te verschaffen.
Een parlementaire enquête is overigens lang niet altijd noodzakelijk om de benodigde gegevens boven tafel te krijgen. Een speciaal ingestelde onderzoekscommissie van Kamerleden kan dat soms net zo goed. Maar zo'n onderzoekscommissie kan ook tot de conclusie komen dat een parlementaire enquête een betere methode is om gegevens te verzamelen.
De Staten-Generaal maakt steeds vaker gebruik van dit middel, denk aan de enquête rond de Bijlmerramp, Bouwfraude en Integratie.